# دراج هوگلین
دراج هوگلین (نام علمی: Pternistis icterorhynchus) نام یک گونه از سرده دراج‌های کبکی است.